# 광주 산이리 지석묘
산이리 지석묘는 경기도 광주시 초월읍에 있다. 2008년 4월 21일 광주시의 향토문화유산 제1호로 지정되었다.
전반적으로 규모가 큰 편에 속하며 한쪽 모서리에 성혈이 관찰된다. 하부에 판석재 받침이 하부구조를 이루고 있으며, 측면의 장벽은 2매로 구성되어 있다.

## 개요
산이리 지석묘(支石墓)는 3번 국도변 벽산아파트 입구에 위치하며, 보호철망과 안내판이 있다. 벽산아파트 건설로 인해 원래의 장소에서 약 10m 이전 복원한 것이다. 곤지암천이 북서쪽에 흐르고 있으며 완만한 구릉지에 조성되어 있다. 단국대학교 한국민족학연구소에 의해 처음 조사되었는데 이전하면서 원형을 추정하여 복원하였다. 상석의 평면 형태는 장방형이며 장축 길이 620㎝, 단축길이 390㎝, 두께 70㎝이다. 암질은 화강편마암으로 규모가 큰 편에 속하며, 한쪽 모서리에서 성혈(性穴)이 관찰된다. 판석재 받침이 하부구조를 이루고 있으며, 측면의 장벽은 2매로 구성되어 있다. 전형적인 탁자식 지석묘로 보존상태는 양호한편이다.

## 참고 문헌
- 『광주시 향토문화유산지정 조사보고서』(2007)